# Morley Callaghan
Pour les articles homonymes, voir Callaghan.
Morley Callaghan est un écrivain canadien né à Toronto le 22 février 1903 et mort à Toronto le 25 août 1990. Il est considéré comme un des écrivains majeurs du Canada anglais, mais son œuvre a été peu traduite en français.

## Biographie
D'une famille irlandaise et catholique, il étudie le droit à Osgoode Hall Law School, mais ne pratiquera jamais, se tournant plutôt vers le journalisme. Il travaille d'abord au Toronto Star, où il rencontre et fréquente Ernest Hemingway. Hemingway, qui connaît ses premiers succès littéraires à cette époque, aide Callaghan à faire publier ses premières nouvelles. En 1929, sa femme et lui vont rejoindre Hemingway à Paris, où se tient un groupe d'écrivains américains expatriés comprenant également Francis Scott Fitzgerald et sa femme Zelda Fitzgerald. Il fréquente également James Joyce à cette époque. L'amitié entre Callaghan et Hemingway prend fin avec un épisode plutôt cocasse, alors que Callaghan met Hemingway KO lors d'un combat de boxe arbitré par Fitzgerald. En 1963, Callaghan décrira cette période de sa vie dans son ouvrage That Summer in Paris (Cet été-là à Paris), un des meilleurs comptes rendus qui existent sur la célèbre Lost Generation américaine à Paris dans les années 1920.
De retour au Canada au début des années 1930, Callaghan va accroître sa célébrité naissante avec une trilogie de romans qui figurent parmi les premiers classiques de la littérature canadienne : Such Is My Beloved (1934); They Shall Inherit the Earth (1935); et More Joy in Heaven (1937). Ces romans décrivent de manière réaliste la vie à Toronto au milieu de la grande crise économique des années 1930, tout en surimposant une thématique catholique touchant à la rédemption individuelle. Dans Such Is My Beloved (Telle est ma bien-aimée), qui demeure l'œuvre la plus célèbre de Morley Callaghan, le jeune prêtre Stephen Dowling essaie de racheter deux jeunes prostituées, au grand désarroi de ses paroissiens bienséants qui ne comprennent pas qu'il puisse agir pour des motifs désintéressés. They Shall Inherit the Earth (Ils hériteront de la terre) oppose Andrew Aikenhead, cadre intermédiaire bien établi dans la nouvelle industrie de la publicité, en rupture avec son fils Michael, jeune ingénieur qui vivote en raison de la crise économique, et qui entretient une relation choquante (pour l'époque) avec une jeune femme d'origine ukrainienne. Andrew Aikenhead va lentement évoluer, rejetant les valeurs du milieu des affaires WASP (blanc, anglo-saxon et protestant) pour se racheter en endossant le blâme pour une mort dont il n'est pas responsable. Le symbolisme religieux de cette œuvre est évident - on a souvent reproché à Callaghan de matraquer ses symboles plutôt que de les intégrer plus subtilement à l'intrigue de ses romans -  et son titre est tiré du sermon sur la montagne de l'Évangile selon Matthieu. Le troisième volet, More Joy in Heaven (Plus de joie au ciel), raconte l'histoire d'un petit cambrioleur, Kip Caley, qui cherche à se réintégrer à la société après avoir purgé une peine de prison, mais n'y parviendra que par un sacrifice qui rappelle celui d'Andrew Aikenhead dans le roman précédent. Outre ces romans, Callaghan publie une série de nouvelles dans certaines des plus prestigieuses revues américaines de l'époque, dont le Saturday Evening Post, le New Yorker et le Atlantic Monthly. Ces nouvelles lui valent nombre d'éloges critiques, le plus célèbre étant celui proféré par Edmund Wilson le comparant à Anton Tchekhov et Ivan Tourguéniev. Les nouvelles de cette époque sont rassemblées en deux volumes A Native Argosy (1929) et Now That April's Here (1936).
Malgré ses succès critiques, Morley Callaghan a de la difficulté à vivre de son œuvre, et de 1938 à 1948, il ne produira aucune nouvelle œuvre importante, se consacrant au journalisme pour survivre. Le décès de plusieurs proches à la fin des années 1940 ravive son intérêt pour la fiction. Cette période est marquée par deux œuvres importantes, Luke Baldwin's Vow (1948 - La promesse de Luke Baldwin), une nouvelle destinée aux enfants qui figure depuis lors au programme d'enseignement des écoles anglophones du Canada, et The Loved and the Lost (1951), un roman qui lui vaut le prix littéraire du Gouverneur général du Canada. Ce roman raconte la relation entre James McAlpine, un éditorialiste issu de la bonne bourgeoisie torontoise, et Peggy Sanderson, une jeune femme fantasque. Pour la première fois, Callaghan situe l'action de son roman non à Toronto mais à Montréal, qui est déjà une ville beaucoup plus permissive que la très conservatrice Toronto. Il présente les clivages sociaux de l'après-guerre, entre anglophones et francophones, bourgeoisie et classe ouvrière (Peggy doit travailler pour gagner sa vie), et surtout entre personnes blanches et noires, un sujet complètement inédit à l'époque. Vu le climat social étouffant, l'attirance entre McAlpine et Peggy, qui fréquente avec ostentation les musiciens noirs qui jouent dans les clubs de jazz, ne peut mener qu'à un désastre, mais Callaghan se place clairement comme un défenseur de l'égalité sociale et du multiculturalisme, deux valeurs qui seront au centre de la politique canadienne au cours des décennies suivantes.
Après une nouvelle période de créativité au début des années 1960, Callaghan est témoin d'un regain d'intérêt pour son œuvre, qui coïncide avec le développement des programmes d'étude de la littérature canadienne dans les universités et les programmes scolaires au début des années 1970. Ses romans des années 1930 sont réédités et étudiés par une nouvelle génération de lecteurs qui y trouve des messages pertinents à la période de remise en question des années 1970. Il s'agit d'un juste retour de balancier pour un écrivain qui a toujours eu le souci d'intégrer une bonne dose de couleur locale canadienne dans ses livres; par exemple, They Shall Inherit the Earth comprend une scène de chasse à l'orignal en plein hiver, alors que The Loved and the Lost emmène ses deux personnages principaux au Forum de Montréal assister à un match de hockey sur glace des Canadiens de Montréal, que l'auteur compare à un spectacle de ballet.
Callaghan a lui-même évoqué sa "résurrection" avec un certain humour dans quelques-uns de ses romans de vieillesse. A Fine and Private Place (1975; Clair obscur), dépeint un écrivain âgé qui est soudain redécouvert par la jeunesse qui ne veut plus le laisser en paix pour poursuivre son œuvre; A Wild Old Man on the Road (1988) présente un écrivain qui a renié les valeurs d'ouverture et de tolérance qu'il prônait dans sa jeunesse: s'agit-il de démence liée à la vieillesse, d'une sagesse accrue venue avec les années, ou d'un simple choix motivé par des raisons bassement commerciales ? Deux autres romans importants de cette époque tardive marquent un retour aux thèmes explorés plus tôt. A Time For Judas (1983; Au tour de Judas) raconte la Passion en faisant de Judas le personnage central, un rappel de ses romans des années 1930, alors que Our Lady of the Snows (1985; Notre-Dame-des-Neiges) prend son titre d'une paroisse de Montréal et revient sur les relations entre les différentes couches sociales de la ville.
Morley Callaghan est décédé à Toronto le 25 août 1990. Il est alors le dernier survivant d'une génération qui a établi une littérature canadienne autonome et qui a réussi à dépasser les frontières du pays. Son fils Barry Callaghan est également un écrivain reconnu. La Société canadienne des Postes a émis un timbre commémoratif à son effigie à l'occasion du centenaire de sa naissance en 2003.

## Œuvres
- Strange Fugitive (1928) roman (signifie Étrange fugitif)
- A Native Argosy (1929) nouvelles (titre tiré de Shakespeare, signifiant plus ou moins Une flottille locale)
- It's Never Over (1930) roman (signifie Ce n'est jamais fini)
- A Broken Journey (1932) roman (signifie Un voyage interrompu)
- Such Is My Beloved (1933) roman (traduction française : Telle est ma bien-aimée)
- They Shall Inherit the Earth (1935) roman (signifie : Ils hériteront de la terre)
- Now That April's Here (1936) nouvelles (signifie : Avril étant venu)
- More Joy in Heaven (1937) roman (signifie : Plus de joie au ciel)
- Luke Baldwin's Vow (1948) nouvelle (traduction française : La promesse de Luke Baldwin)
- The Varsity Story (1948) roman (signifie : Le Conte de l'Université)
- The Loved and the Lost (1951) roman (signifie: La Femme aimée et l'homme perdu)
- Morley Callaghan's Stories (1959) nouvelles (signifie: Les nouvelles de Morley Callaghan)
- The Many Coloured Coat (1960) roman (signifie: Le manteau multicolore)
- A Passion in Rome (1961) roman (traduction française: Cette belle faim de vivre)
- That summer in Paris (1963) mémoires (traduction française: Cet été-là à Paris), sous-titré "Memories of tangled friendship with Fitzgerald, Hemingway and some others"
- Winter (1974) (signifie: L'hiver)
- A Fine and Private Place (1975) roman (traduction française: Clair obscur)
- Season of the Witch (1976) roman (signifie: Le temps des sorcières)
- Close to the Sun Again (1977) roman (signifie: De nouveau près du soleil)
- A Time for Judas (1983) roman (signifie: Au tour de Judas)
- Our Lady of the Snows (1985) roman (signifie: Notre-Dame-des-Neiges)
- A Wild Old Man on the Road (1988) roman (signifie: Un vieux type dans la rue)

## Honneurs
- 1951 - Prix du Gouverneur général : romans et nouvelles de langue anglaise
- 1960 - Médaille Lorne Pierce
- 1970 - Prix Molson
- 1982 - Compagnon de l'Ordre du Canada
- Prix de la Banque Royale du Canada